# Nika (cantante)
Mónica Rodríguez Díaz (Torrejón de Ardoz, Madrid, 11 de diciembre de 1979) más conocida como Nika, es una destacada cantante española. 
Se dio a conocer gracias a su participación en la segunda edición de Operación Triunfo. 
En la actualidad es componente del grupo musical Münik y ejerce como profesora de yoga.

## Biografía
Nika comenzó a practicar ballet clásico a los tres años. Lo perfeccionó hasta los 14 años mientras practicaba tenis. Pasó temporadas en Puerto Rico con su familia. Con 15 años conoció a su artista favorito, Alejandro Sanz, y en ese momento decidió que su vida era la música. 
A los 18 años comenzó a dar clases de guitarra y de piano. Se matriculó en la Universidad Autónoma de Madrid en la diplomatura de Magisterio Musical donde participó en un grupo musical. Un poco más tarde ingresó en la "Hard Rock Band". 
En 2002 fue seleccionada como concursante de la segunda edición del reality musical Operación Triunfo. Fue la penúltima expulsada en la gala 12 (de 14 galas en total), a dos semanas de la final.
En 2003 editó el sencillo Trampa de Cristal. Según las normas del programa, los cantantes que consiguieran vender 200.000 copias de su sencillo promocional editarían un disco. Tras conseguir dicha cifra y obtener cuatro discos de oro por ventas en singles, Nika pudo editar su primer disco Quién dijo que era el fin. Este contó con la colaboración de David DeMaría, entre otros en la composición. El álbum incluyó un tema compuesto por Nika titulado "Se acaba el corazón". Quién dijo que era el fin ocupó los primeros puestos en la lista de ventas y fue certificado Disco de Oro. Su primer sencillo "Ser yo" fue uno de los temas populares del verano de 2003. Su primera gira fue de la mano de sus compañeros de Operación Triunfo. Tras ésta realizó una extensa gira de verano con el cantante Hugo Salazar, con el que mantuvo una relación sentimental. En 2003 realizó también un dúo en el tema "Duermes" para el primer álbum de Hugo Salazar, El héroe de tu vida, que fue certificado con un Disco de Platino. Ese mismo año también participó en la gira "Generación OT" con concursantes de las dos primeras ediciones. 
En 2005 Nika decidió abandonar Vale Music, Tool Music y a la empresa de management Academia de Artistas, que representaba a todos los concursantes salidos de Operación Triunfo. La cantante empezó así a trabajar en su siguiente álbum y a realizar conciertos en pequeñas salas del país. 
En 2007 publicó su segundo álbum Desde Madrid con una discográfica independiente. La propia Nika compuso casi todos los temas del disco. Las canciones narran experiencias ocurridas durante los años posteriores al famoso programa. "Te callas un año" y "Mi vida rosa" fueron sus dos sencillos promocionales. Recibió el apoyo de la plataforma de telefonía móvil Orange España, que creó el proyecto "Nuevos Talentos" del cual Nika formó parte. Realizó también diversos editoriales de moda y portadas de revistas para FHM o DT, entre otras.
En 2008 participó como jurado del programa Madrid Superstar de Telemadrid. En este espacio se buscaba al mejor cantante de Madrid.
En 2009 formó parte del programa de TVE Los mejores años de nuestra vida, dónde junto a otros cantantes salidos del programa Operación Triunfo interpretó varias canciones de las últimas décadas. Tiempo después realizó una gira por toda España junto a sus compañeros de Los mejores años de nuestra vida. Interpretó canciones del disco y del programa. 
En 2010 fue cantante ocasional de ¡Qué tiempo tan feliz! en Telecinco. En 2011 fue una de las invitadas a la última gala de la octava edición del formato que la lanzó a la fama.
En 2025 lanza una canción denominada Susi Okama, una crítica al sexismo de la industria musical basada en la experiencia personal de la artista.

## En la actualidad
Desde 2012 es la vocalista del grupo MÜNIK junto a Aleix Vilardebó y Jordi Roselló. Una de sus primeras canciones es "Esquimal" (cantada por Nika y Alberto de Miss Caffeina). 
En 2013 presentan la canción "No me quiero ir de aquí".
En 2014 lanzan "Sígueme", su primer sencillo de la mano de Warner Music. Esta canción contó con la producción de Kim Fanlo (Nena Daconte, Auryn, Pablo López). 
En 2015 presentan su primer álbum Otra dimension con el mencionado sello. El primer sencillo fue "Sólo amigos".
En 2017 lanzan su segundo disco Nada fue casualidad con los sencillos "Puede esperar" y "Suerte". El álbum es editado por Sony Music.
En 2020 lanza la canción "Ser yo", en una nueva versión, junto a su banda Münik, ese mismo año junto a Christof Jeppsson el sencillo "Amused" y en 2021 el sencillo "A medias".

## Discografía

### En Solitario
- 2003 - Quién dijo que era el fin (+75.000 copias vendidas y #11 Lista AFYVE)
- 2007 - Desde Madrid (+10.000 copias vendidas y #89)

### Con Münik
- 2015 - Otra dimensión (Con Münik)
- 2017 - Nada fue casualidad (Con Münik)

### Sencillos Comerciales
- 2003 - Trampa de cristal (Sencillo en CD)

### Colaboraciones
- 2003 - Duermes (con Hugo Salazar)
- 2004 - Latido urbano (con Tony Aguilar)
- 2004 - Sólo quedo yo (con Tony Aguilar)
- 2009 - Disco El disco de los mejores años de nuestra vida
- 2012 - Esquimal (con Alberto de Miss Caffeina)
- 2016 - Voy a mil (con Olé Olé)

### Singles
- 2003 - Trampa de cristal
- 2003 - Ser yo
- 2003 - Quién dijo que era el fin
- 2003 - Se Me Acaba El Corazón
- 2007 - Te callas un año
- 2008 - Mi vida rosa
- 2014 - Sígueme (con Münik)
- 2014 - Sólo amigos (con Münik)
- 2017 - Puede esperar (con Münik)
- 2017 - Suerte (con Münik)
- 2020 - Ser yo (con Münik)
- 2021 - Amused (con Christof Jeppsson)
- 2021 - A medias
- 2025 - Susi Okama

## Televisión
- Operación Triunfo 2 (2002/2003) Concursante
- Generación OT: Destino Eurovisión (2003) Programa semanal
- Operación Triunfo 3 (2003) Invitada
- Madrid superstar (2007-2008) Jurado
- Los mejores años de nuestra vida canción a canción (2009) Parte del equipo de cantantes
- ¡Qué tiempo tan feliz! (2010) Parte del equipo de cantantes
- Operación Triunfo 2011 (2011) Invitada
- El concurso del año (2019) Invitada
- Volverte a ver (2020) Invitada
- Pasapalabra (2021) Invitada
- Mediafest Night Fever (2022)
- Mediafest Night Fever (2023) Concursante